# 때수건
때수건(-手巾) 또는 이태리 타올(伊太利towel)은 대한민국의 김원조에 의해 발명된, 목욕할 때 쓰는 몸때를 미는 수건이다. 부산에서 직물공장을 운영하던 그는 비스코스 레이온 원단을 이용하여 때를 미는 데 적합한 수건을 만들어 냈다. 이전에는 수건을 말아 쓰거나 돌을 안에 넣어 감아 사용하였으나 이태리 타올의 거친 질감은 한국인의 목욕습관에 알맞게 때를 미는 데 잘 맞았다. 대중목욕탕이나 가정에서 많이 쓰인다. "이태리"란 이름이 붙게 된 이유는 사용한 원단이 이탈리아제였기 때문으로 정작 이탈리아에서는 사용하지 않는다.
이태리 타올은 1967년도에 부산 초읍동 현 창곡시장자리에 한일직물(대표 김원조)이라는 섬유회사에서 처음 개발 되어 만들어졌다. '이태리 타올'로 불리게 된 것은 비스코스라는 실이 이태리에서 생산되는 것을 수입하여 국내에서 연사 및 직조과정을 거쳐 생산되었기 때문이었다. 참고로 당시 한일직물에서 타월을 짜던 기계는 일제 다이마루라는 기계였다. 또한 개발자라고 알려진 부산의 아리랑관광호텔의 회장(김필곤/ 4년 전 작고/한일직물의대표와 전혀관계없음))은 원래 부산 수정동에서 놋그릇 장사하던 사람이었으나 이태리 타올이 개발된 후 그 영업을 맡아 큰 수익을 벌어들였다. 그 후 원개발자(한일직물의 대표)가 다른 사업으로 부도가 나서 지병 등의 이유로 이태리 타올 생산을 하지 않고 오랫동안 연락이 끊기자 죽은 것으로 생각하고 그 자신이 개발자라고 각종 방송및 언론에 밝혔으나 실제 섬유에 대해서는 전혀 문외한이었다고 한다. 원개발자는 2011년 9월22일에 작고하였다.

## 특허
1962년 대한민국 특허청에 실용신안권으로 등록되었으며 1976년에 권리가 소멸되어 현재는 누구나 만들 수 있다. 특히 이 제품은 한국에서 특허를 이용하여 유사제품 생산자로부터 법적 보호를 받게 되어 발명자가 큰 이윤을 얻게 된 대표적인 성공사례 중에 하나로 알려져 있다.

## 같이 보기
- 때밀이